# Anton Maiden Tracks
Anton Maiden Tracks (en español: Pistas de Anton Maiden) es el segundo álbum de Anton Gustafsson (conocido como Anton Maiden) lanzado en 2000.

## Lista de canciones

### Disco 1
1. «22, Acacia Avenue» (Adrian Smith, Steve Harris) - 6:34
2. «Afraid To Shoot Strangers» (Harris) - 6:42
3. «Alexander The Great» (Harris) - 8:38
4. «Can I Play With Madness» (Smith, Bruce Dickinson, Harris) - 3:44
5. «Children Of The Damned» (Harris) - 4:32
6. «Deja Vu» (Dave Murray, Harris) - 5:00
7. «Fear Of The Dark» (Harris) - 6:49
8. «Fortunes Of War» (Harris) - 7:07
9. «Futureal» (Harris, Blaze Bayley) - 2:55
10. «Heaven can wait» (Harris) - 6:46

### Disco 2
1. «Infinite Dreams» (Harris) - 6:25
2. «Lord Of The Flies» - (Harris, Janick Gers) - 5:08
3. «Running Free» - (Harris, Paul Di'Anno) - 3:40
4. «Revelations» (Dickinson) - 6:42
5. «The Clairvoyant» (Harris) - 4:23
6. «The Evil That Men Do» (Smith, Dickinson, Harris) - 4:29
7. «To Tame A Land» (Harris) - 7:20
8. «Wasted Years» (Smith) - 5:13
9. «Wasting Love» (Dickinson, Gers) - 5:28
10. «When Two Worlds Collide» (Bayley, Murray, Harris) - 6:12

- Datos: Q5697495